# Бухбергер, Вальтер
Вальтер Бухбергер (нем. Walter Buchberger, род. 30 ноября 1895 года, Австро-Венгрия — ум. 1 сентября 1970) — чехословацкий двоеборец, участник зимних Олимпийских игр 1924 и 1928 годов.

## Спортивная биография
В 1924 году Вальтер Бухбергер представлял Чехословакию на первых в истории зимних Олимпийских играх во французском городе Шамони. В отличие от большинства других спортсменов, выступавших в нескольких видах спорта, Вальтер принял участие только в соревнованиях двоеборцев. Прыжковая часть для Вальтера сложилась неплохо. По итогам двух прыжков чехословацкий спортсмен показал 9-й результат, набрав 16,250 балла. В лыжных гонках Вальтер сумел показать хороший результат, заняв 7-е место, показав на 18-километровой дистанции время 1:32:32. Сумма в двоеборье рассчитывалась, как среднее значение, полученное по итогам прыжков и лыжной гонки. Заработав по итогам соревнований 13,625 балла, Вальтер занял 7-е место.
На зимних Олимпийских играх 1928 года в швейцарском Санкт-Морице Бухбергер вновь выступил в лыжном двоеборье. В отличие от прошлых Игр Вальтер не смог попасть даже в десятку сильнейших, заняв по итогам прыжков с трамплина и лыжных гонок лишь 18-е место.